# Webcam

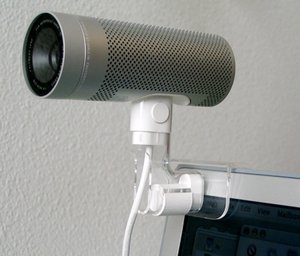
Apple iSight

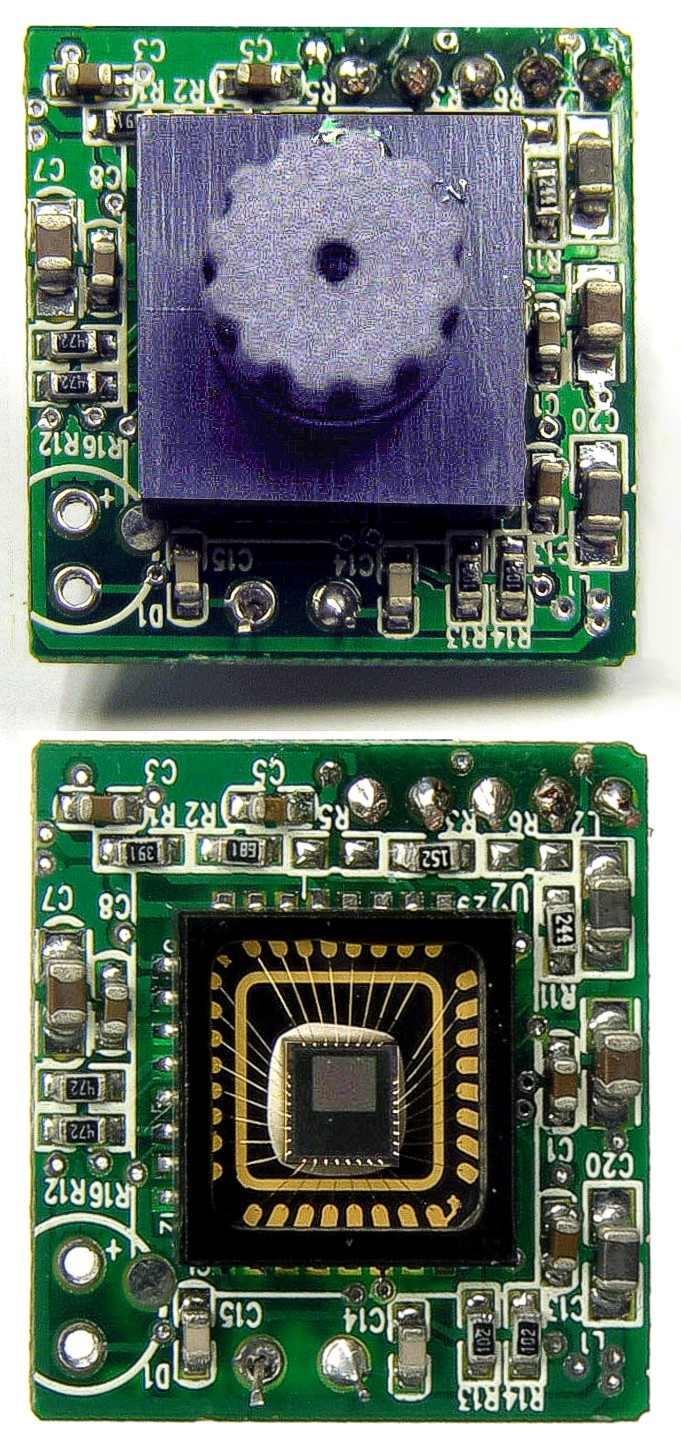
Een webcam bevat onder meer een lens en een beeldsensor

Een webcam is een kleine videocamera met veelal een beperkte resolutie, als invoerapparaat van een computer, en vooral bedoeld om de beelden live via het internet te verzenden.
Bij een smartphone en tablet kan de ingebouwde camera fungeren als webcam.

## In beeld brengen van de computergebruiker
De webcam wordt meestal boven het computerbeeldscherm ingebouwd of vastgeklemd. Met programma's als Skype of MSN Messenger / Windows Live Messenger kan men via de webcam beelden ontvangen van de gesprekspartner. Meestal is ook een geluidsverbinding aanwezig, al is dat niet nodig. Via een webcam kan men aldus aan videofonie doen.
Webcams zijn in principe minicameraatjes, die ongeveer 30 beelden per seconde kunnen verwerken. De webcam beschikt tegenwoordig over een fotocamera, maar de opnamekwaliteit is doorgaans slecht vergeleken met digitale fotocamera's.
Sommige computers en laptops, bijvoorbeeld de iMac en de MacBook van Apple, hebben een ingebouwde webcam, de Apple iSight, in de rand boven het beeldscherm. Anno 2013 is een ingebouwde webcam in een laptop meer de regel dan uitzondering.
Zie ook webcamseks.

## Livecam
Een webcam biedt de mogelijkheid om op het moment zelf beelden van de activiteit of de toestand te tonen. Men spreekt dan over een livecam. Met webcams kunnen personen voortdurend geobserveerd worden, zoals kinderen die in een couveuse liggen of in de crèche. Er staan webcams gericht op vulkanen, drukke winkelstraten, in kantoren en bankgebouwen tot zelfs op vogelnesten toe.

### Kunstzinnige toepassingen
De webcam lijkt op weg om via livecam een instrument te worden om een sinds lang bestaand streven naar zo veel mogelijk realisme in de kunst in vervulling te doen gaan.
In 2007 werd in het Verenigd Koninkrijk een stuk kaas gedurende lange tijd met een webcam onafgebroken gefilmd om het rijpingsproces zichtbaar te maken. De langst lopende livecam, genoemd anacam van Ana Voog loopt ondertussen al elf jaar.

## Privacy
Voor privacy kan het zinvol zijn de webcam af te schermen als men deze niet gebruikt, voor het geval deze heimelijk op afstand wordt aangezet.